# Timbres de France 1919
Cet article recense les timbres-poste de France émis en 1919 par l'administration des Postes.

## Généralités
Les émissions portent la mention « République française » et une valeur faciale libellée en centimes. Ils sont en usage en France métropolitaine, en Corse et en Algérie.
Ces trois premiers timbres d'après-guerre complètent la série Orphelins de la guerre émise en août 1917 et le stock de timbres d'usage courant de petites valeurs au type Blanc de 1900.

### Tarifs
- 1/2 centime : valeurs d'appoint.
- 1 centime : tarif de certains imprimés et valeur d'appoint.
- 5 centimes : premier échelon de poids des imprimés en régime intérieur et international.

## Légende
Pour chaque timbre, le texte rapporte les informations suivantes :
- date d'émission, valeur faciale et description,
- formes de vente,
- artistes concepteurs et genèse du projet,
- manifestation premier jour,
- date de retrait, tirage et chiffres de vente,

ainsi que les informations utiles pour une émission donnée.

## Mars

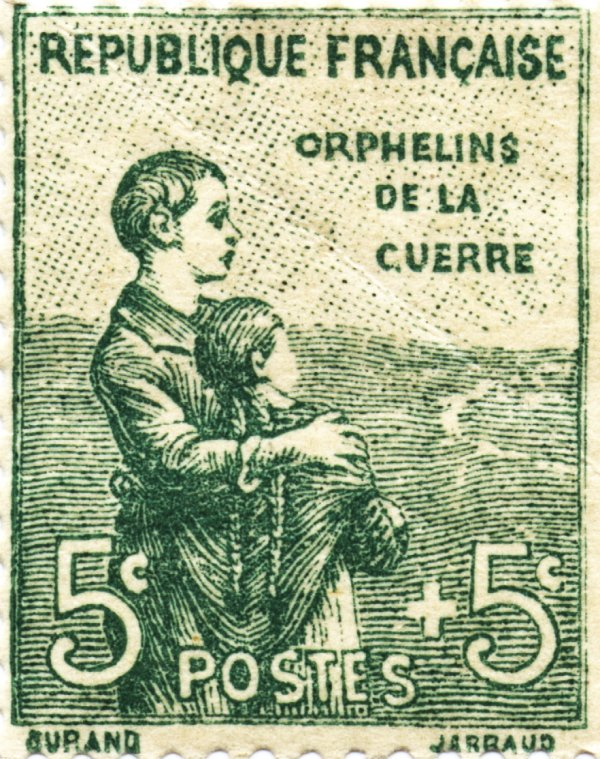
Timbres aux deux orphelins.

En mars, est émis un timbre de bienfaisance dans la série Orphelins de guerre entamée en août 1917. À sa valeur faciale de 5 centimes, est ajoutée une surtaxe de cinq centimes au profit des orphelins de guerre des employés des Postes et des Télégraphes, suivant le décret du 22 février 1916. De couleur verte, il représente une petite fille et un petit garçon regardant ensemble un paysage. Son apparition permet de montrer des orphelins dans une série à laquelle il a été reproché de peu les montrer.
Le timbre est dessiné par Surand et gravé par Jagraud pour une impression en typographie en feuille de cent-cinquante.
Il est démonétisé le 31 octobre 1922 avec les autres timbres de la première série des Orphelins de 1917.

## Décembre

### TypeBlanc
En décembre, deux timbres d'usage courant au type Blanc sont mis en circulation. Il s'agit d'une nouvelle couleur du 1 centime : le gris utilisé depuis son émission le 4 décembre 1900 est remplacé par la couleur « ardoise ».
Pour des raisons pratiques, comptables et d'affranchissements précis des imprimés envoyés sous bande, est émis dans le même temps un timbre d'un demi-centime : il s'agit de timbres d'un centime ardoise surchargé en rouge de la nouvelle valeur. L'impression est réalisée en deux passages en typographie à plat (le timbre, puis la surcharge). En 1930, l'ensemble est imprimé en une seule fois en typographie rotative.
Le type Blanc est originellement dessiné par Joseph Blanc et gravé par Émile Thomas. Les deux timbres sont imprimés en typographie. Les deux types qui existaient sur le 1 centime gris apparaissent également sur le 1 centime ardoise et le demi-centime : sur le type I, le petit ange de droite a un trait sur la joue évoquant une cicatrice, qu'il n'a plus sur le type II.
Le 1 centime ardoise est retiré de la vente en 1927, mais reste utilisé jusqu'en 1933. Ce timbre et le demi-centime sont relayés par des timbres de mêmes valeurs au type Semeuse camée en 1933.

### Sources
- Catalogue de cotations de timbres de France, éd. Dallay, 2005-2006.